# Осет
О̀сет (на английски: Ossett, [ˈɒsit], Осит) е град в община Уейкфийлд, графство Западен Йоркшър, Англия. Той е част от метрополиса наричан също Западен Йоркшър. Населението на града към 2001 година е 21 076 жители.

## География
Осет е разположен в южната част на една от най-урбанизираните територии в Обединеното кралство, заемаща четвърто място с населението си от 1 499 465 жители. В източна посока Магистрала М1 служи като физическа граница между града и общинския център Уейкфийлд, а на северозапад, Осет почти се е слял с Дюсбъри – град от съседната община Кърклийс.

## Демография
Изменение на населението на града за период от две десетилетия 1981 – 2001 година:
| Година    | 1981 | 1991   | 2001   |
| --------- | ---- | ------ | ------ |
| Население | —    | 20 405 | 21 076 |